# Chiesa di San Giuseppe Lavoratore (San Bonifacio)
La chiesa di San Giuseppe Lavoratore è la chiesa parrocchiale di Praissola, quartiere di San Bonifacio in provincia di Verona e diocesi di Vicenza; fa parte del vicariato di San Bonifacio-Montecchia di Crosara, più precisamente dell'Unità Pastorale San Bonifacio.

## Storia
Praissola, quartiere ad est di San Bonifacio, con l’industrializzazione del paese vide aumentare la sua popolazione oltre alla presenza di strutture come lo stadio Renzo Tizian, l’Istituto Superiore per ragionieri e geometri dedicato a Luciano Dal Cero e la Scuola Media statale.
La distanza tra Praissola e il centro del paese, dove sorge la chiesa (oggi duomo) di Santa Maria Maggiore, e il fatto che la parrocchia di Sant’Abbondio avesse undicimila fedeli negli anni Settanta del XX secolo portò alla decisione, nel 1976 di costruire una nuova chiesa nel quartiere. Furono consultati i capifamiglia e la votazione vide duecentottanta voti favorevoli e quattro contrari.

Mons. Giovanni Bernardi, parroco di Sant’Abbondio, rivelò che la prima idea di una nuova chiesa nacque con la morte di una ragazzina di prima media, Daniela, abitante nella vicina via Fiume, travolta da un mezzo pesante il 18 maggio 1974 mentre si recava al catechismo.
La prima pietra fu posta il 16 aprile 1978 e i lavori, seguiti dall’ingegnere Guido Taddei, iniziarono all’inizio di ottobre dello stesso anno basandosi sul progetto dell’architetto vicentino Giuseppe Nori. Mentre venivano innalzate le murature, fu costruito un seminterrato sotto il pavimento della futura chiesa con una cappella e aule per il catechismo.

La prima Santa Messa nel seminterrato fu celebrata il 24 dicembre 1979.
Tra il 1979 e il 1981 i lavori furono sospesi per difficoltà edilizie derivate dal reperimento dei fondi e dal peso del tetto. Questo era previsto senza il supporto di colonnato e la consultazione di docenti di statica dell’Università di Padova confermò i timori. Gli ingegneri tedeschi della ditta costruttrice incaricata delle travature diedero parere positivo per la costruzione in cambio di piccole modifiche della struttura complessiva della copertura.

I lavori ripresero il 15 settembre 1981 ed il tetto fu completato con una slanciata cupola a torrione, il tutto ricoperto con laminato di rame.
Il 10 ottobre 1982 il parroco di Sant’Abbondio, monsignor Bernardi, a nome del Vescovo di Vicenza Arnoldo Onisto, inaugurò la nuova parrocchia e la chiesa, che fu dedicata a San Giuseppe Lavoratore per richiamare la vicina zona industriale.

In quel giorno prese possesso della sua parrocchia il primo parroco, don Pietro Cailotto.
Nell’ottobre 1983 fu completata la canonica, sistemati i grandi finestroni e perlinato il soffitto ligneo. Al 1985 risale il pavimento in granito rosa porrino, le porte in legno di rovere, la sistemazione del sagrato della chiesa con le scalinate e il porticato che congiunge il luogo di culto alla canonica.
Per i dieci anni della parrocchia, fu sistemato definitivamente il presbiterio su progetto di padre Angelo Polesello, con il nuovo altare, la sede del presidente, l’ambone, il tabernacolo, il fonte battesimale e la particolare lumiera a forma di spirale che scende dal soffitto.
Sempre nel 1992 ricevette una collocazione definitiva la statua di San Giuseppe Lavoratore con Gesù ragazzino, opera dello scultore di Ortisei, donata il 16 settembre 1984 alla parrocchia dalla Congregazione delle Piccole Figlie di San Giuseppe di Verona.
Al 2005 risale la realizzazione delle vetrate istoriate e del nuovo fonte battesimale progettato dall’architetta e artista suor Michelangela Ballan; nel 2006 fu invece realizzata la nicchia dove è collocata la statua in legno di castagno della Madonna del Rosario, sempre opera dello scultore Flavio Pancheri e consegnata alla parrocchia il 7 ottobre 1984.
Il 24 settembre 2016 si tenne la celebrazione eucaristica con cui iniziò il cammino della nuova Unità Pastorale di San Bonifacio.

## Descrizione

### Esterno
La chiesa, collocata al centro del quartiere, mostra un’architettura tipicamente contemporanea, con la cupola a torrione sovrastata da una croce in legno lamellare alta sette metri e con il braccio trasversale di tre metri, risulta visibile a distanza, specialmente da chi arriva da est verso il territorio comunale sambonifacese.
L’edificio non presenta una facciata vera e propria, seppur con un ingresso principale in asse con l’altare. Sono presenti invece ampi atri che introducono all’aula. Il tutto può ricordare la prua di una nave o una tenda che ricade e s’innalza in maniera irregolare.

### Interno
La chiesa è ad aula unica di forma irregolare, come a ricordare la diversità delle persone che entrano in chiesa, ma che tendono ad essere unite andando verso l’altare. La disposizione dei banchi, presenti dal 1999, a raggiera rispetto al presbiterio. 
Il soffitto, in perline di abete, lascia a vista le ventotto travi che terminano in un serramento nella parte superiore della cupola a forma di torrione. Al suo interno vi è la lumiera a forma di spirale, proprio sopra l’altare.
A destra e a sinistra dell’ingresso principale vi è la Via Crucis dell’artista Marina Bertagnin, composta da opere scultoree già presenti a cui la stessa ha aggiunto sfondi di colore tenue e intenso.
Sul lato destro rispetto all’ingresso vi è il fonte battesimale, collocato nel 2005 assieme alla vetrata sovrastante, entrambi opera di suor Michelangela Ballan. Quest’ultima raffigura un albero dalla ricca chioma, che ha le sue radici proprio nel fonte.
Il presbiterio ospita i poli liturgici, tutti in toto o in parte lignei, dall’altare all’ambone sulla sinistra, dal grande Crocifisso al tabernacolo e alla sede del celebrante. Le pareti sono state arricchite più tardi da elementi di colore dall’artista Bertagnin.
 
Il presbiterio è affiancato sulla destra dalla sacrestia e a sinistra da uno spazio, con finestra dai colori caldi, a forma di croce. Esso è delimitato da colonne, utilizzato dai cori e come altare della reposizione il Giovedì santo. 
Dietro al presbiterio vi è la grande “vetrata mani” ideata da suor Michelangela Ballan, chiamata così perché tre mani si protendono verso il cielo, alla ricerca di Dio, ma richiamano sia la Trinità sia le tre Virtù teologali.
Nel 2008 fu acquistato l’organo.